# フェラーリ・F2007
フェラーリF2007 (Ferrari F2007) はスクーデリア・フェラーリが2007年のF1世界選手権に投入したフォーミュラ1カーで、アルド・コスタが中心となって設計した。2007年の開幕戦から最終戦まで実戦投入された。フェラーリとしてのコードナンバーは658。キミ・ライコネンにドライバーズタイトルをもたらしたマシンである。

## 開発

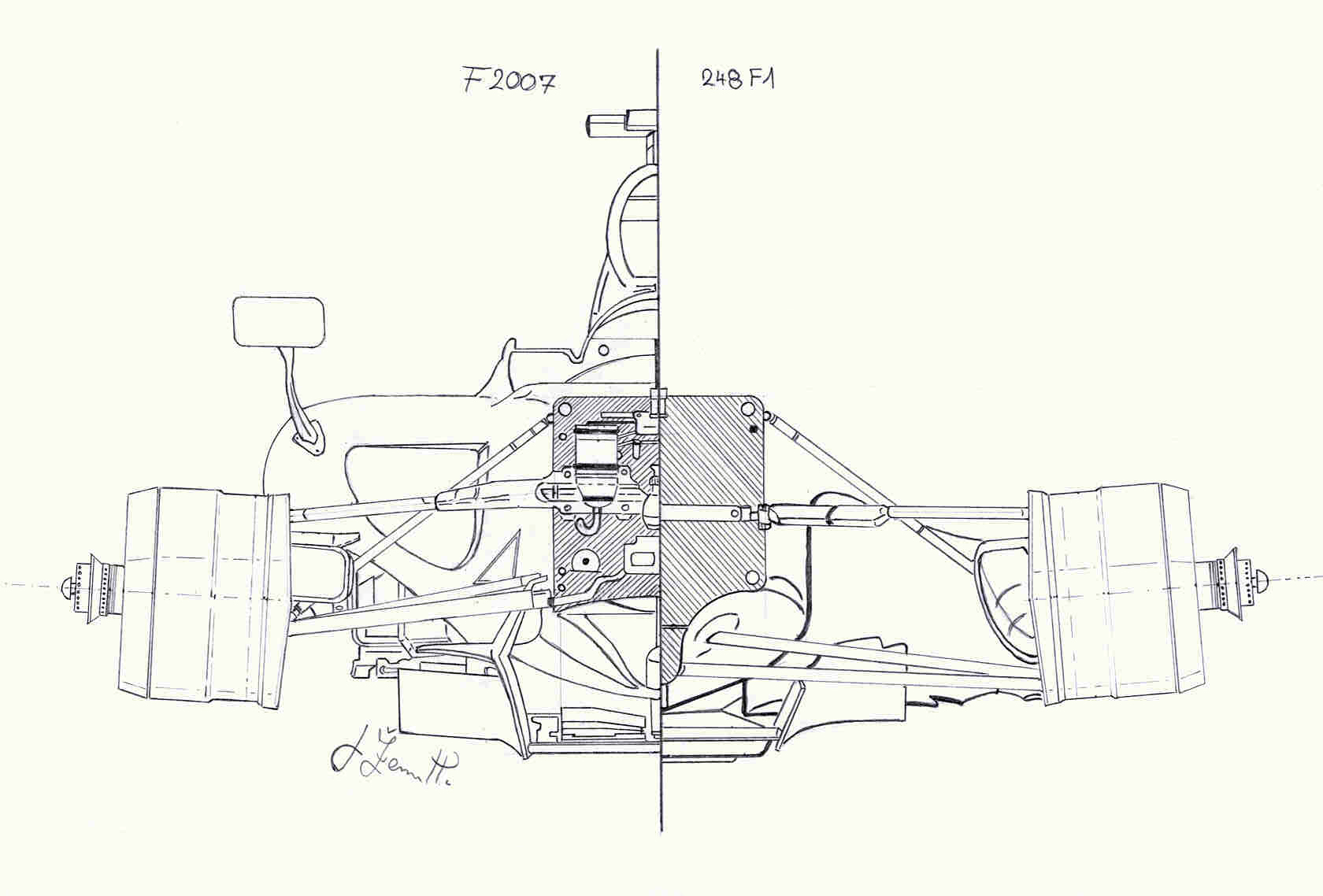
ゼロキール（左）とシングルキール（右）の比較。ノーズ下のロワウィッシュボーン基部が廃止され、サスペンションのジオメトリーが大きく変化した。

2006年、皇帝と呼ばれたミハエル・シューマッハが引退し、チームを支えてきたテクニカル・ディレクターのロス・ブラウンやエンジン開発担当のパオロ・マルティネッリもチームを去るなど、2007年はフェラーリにとって大きな転換期となった。
F2007はシャーシ部門のアルド・コスタを中心に開発され、ゼロキール・フロントサスペンションを搭載するために空力面に大きな改良を施されている。マクラーレン発案のゼロキールが普及する中、フェラーリは保守的なシングルキールを採用してきたが、この年から転向することを決断した。リアのサスペンション、フロントウィングは当初は昨年の248F1を改良したものを使用。また、安全性を重視した2007年のF1レギュレーションに適合させるため、マシン構造の強化が図られている。名称も2005年シーズンまでと同様にF+西暦となった。

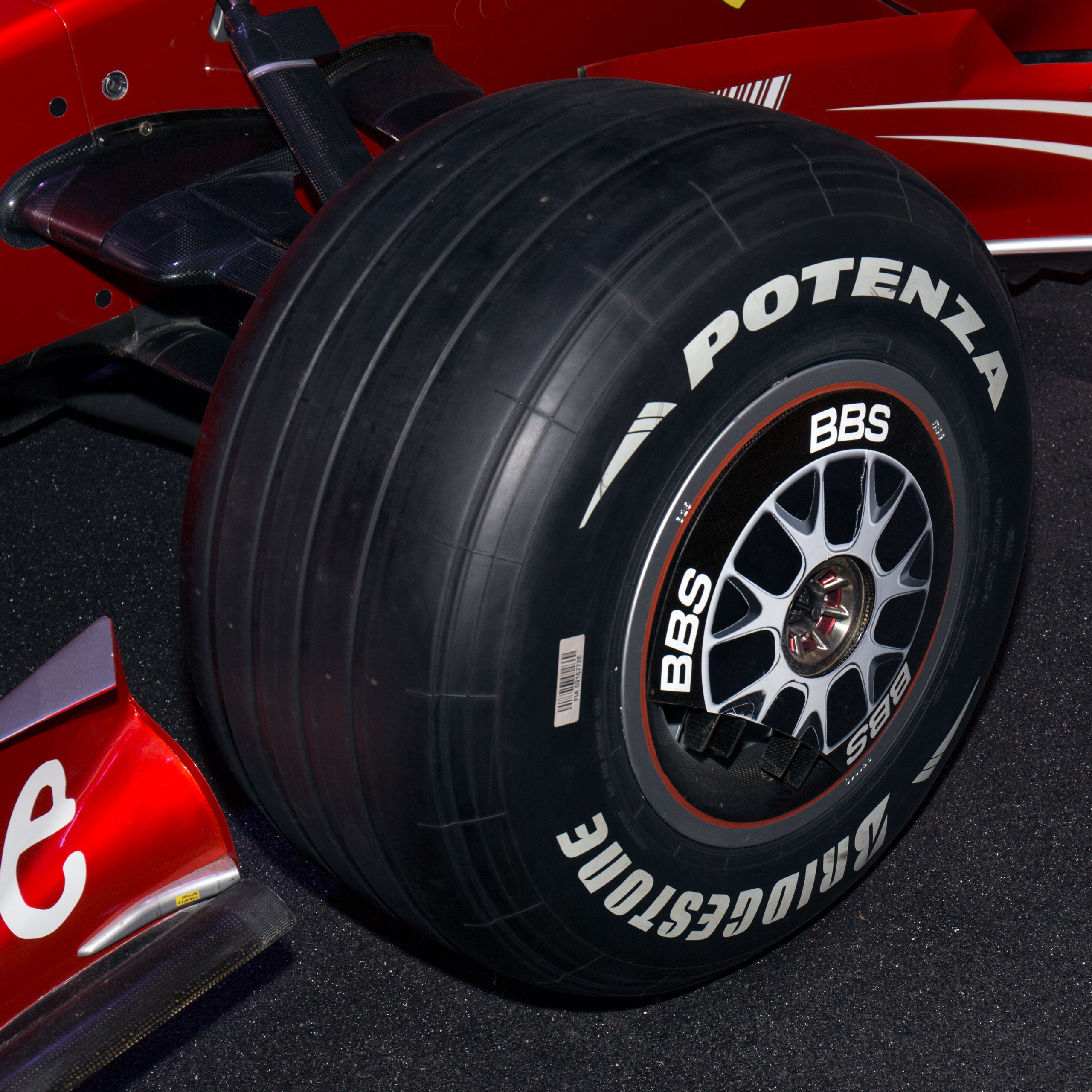
ホイールの絵柄が描かれたフロントホイールカバー

第4戦スペインGPには、サイドポンツーンの形状を完全に見直したBスペック車が投入された。従来のものより前縁を後方に移動させることで、ロングホイールベースと相まって空力性能を向上させた。
第9戦イギリスGPからは、リアタイヤに加えてフロントタイヤのホイールにもカバーを装着した。下側には切り欠きがあり、ここからブレーキ廃熱を放出してタイヤ周りの気流をコントロールすることを狙った。このカバーはホイールから独立して回転しないため、レギュレーション違反の可動空力部品にはあたらないという見解だったが、実際にはステアリング操作でタイヤが動くのだから、やはり違反ではないかという意見もあった。

## 2007年シーズン
マクラーレンから移籍してきたキミ・ライコネンの優勝によって2007年シーズンの幕が上がる。シーズンを通して表彰台の頂点に上るのはフェラーリかマクラーレンかどちらかのドライバーという2強体制となっていたが、マクラーレンの産業スパイ疑惑によって、フェラーリのコンストラクターズタイトルが確定した。ドライバーズタイトルもマクラーレンのルイス・ハミルトンが失速し、終盤4戦中3勝したキミ・ライコネンが奇跡の逆転で悲願のタイトルを獲得した。
マクラーレンのMP4-22はタイヤに厳しいマシンであるのに対し、F2007はタイヤに優しいマシンだとメディアで表現されていた。この対照的な性格を裏付けるように、サーキットによって得手不得手がハッキリと分かれ、ストップ&ゴーで、縁石を積極的に使うサーキット（モンテカルロ,ハンガロリンク,モンツァなど）はMP4-22に分があった。逆に、ダウンフォースを積極的に利用するために車体の姿勢変化が小さく、縁石の低いサーキット（カタロニア,スパ・フランコルシャン,インテルラゴスなど）ではF2007に分があった。シーズン中に風洞が故障したために空力に関するアップデートが滞る危機があったものの最終的には競り勝った。

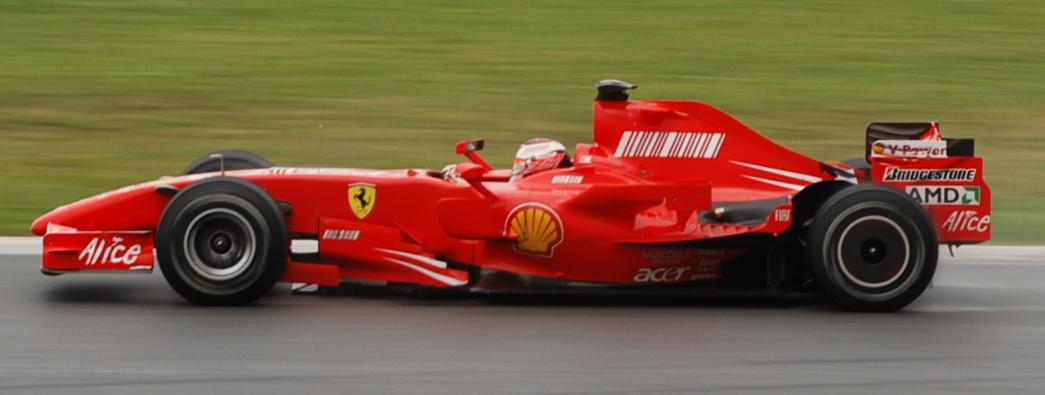
テストでカタロニアサーキットを走行するF2007（ドライバーはキミ・ライコネン）
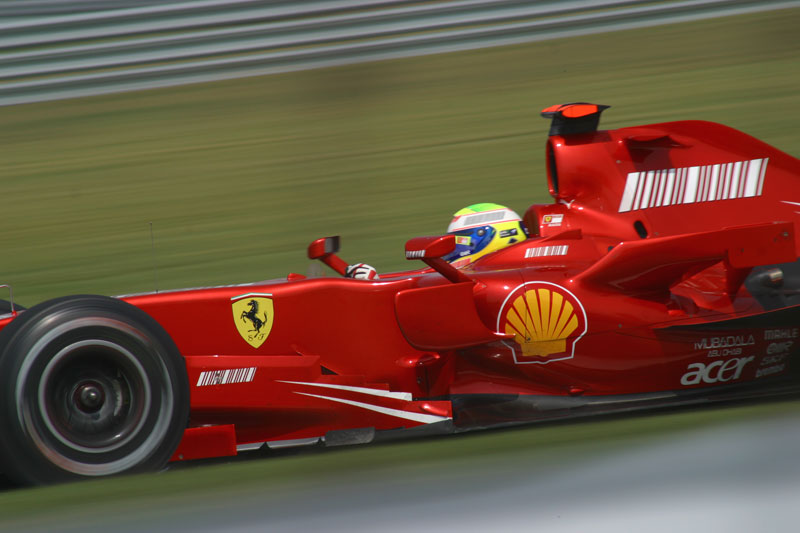
第7戦アメリカGPでフェリペ・マッサがドライブするF2007
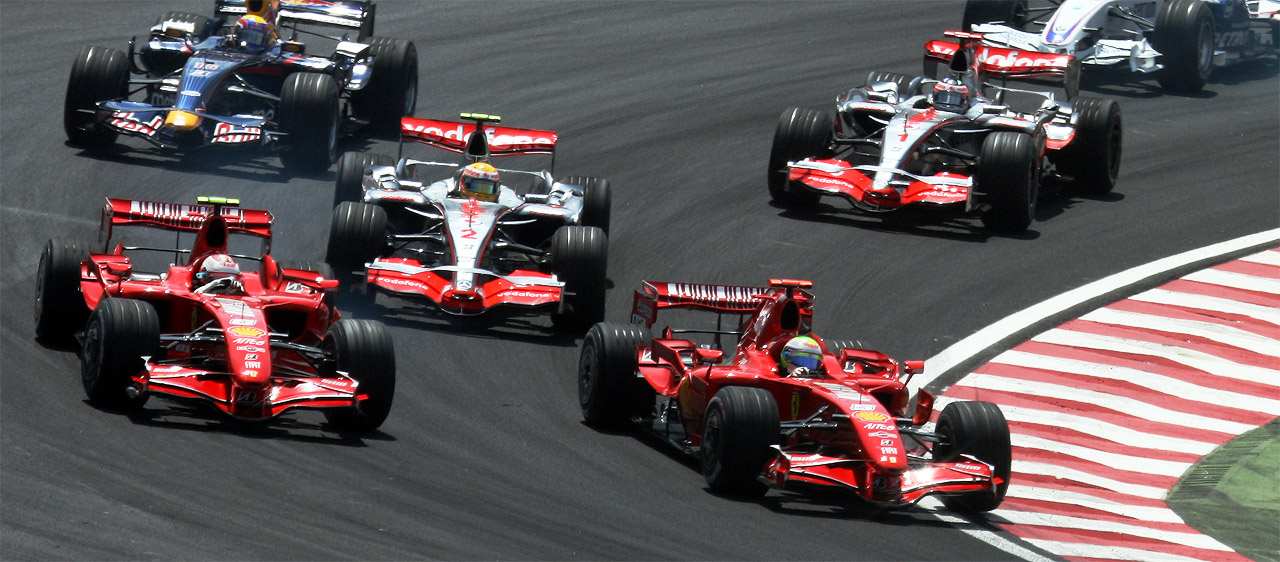
2007年ブラジルGPスタート直後の6台。先頭の2台がF2007。スタート3番手のキミ・ライコネンはこの後逆転勝利を収め、ワールドチャンピオンを獲得した。
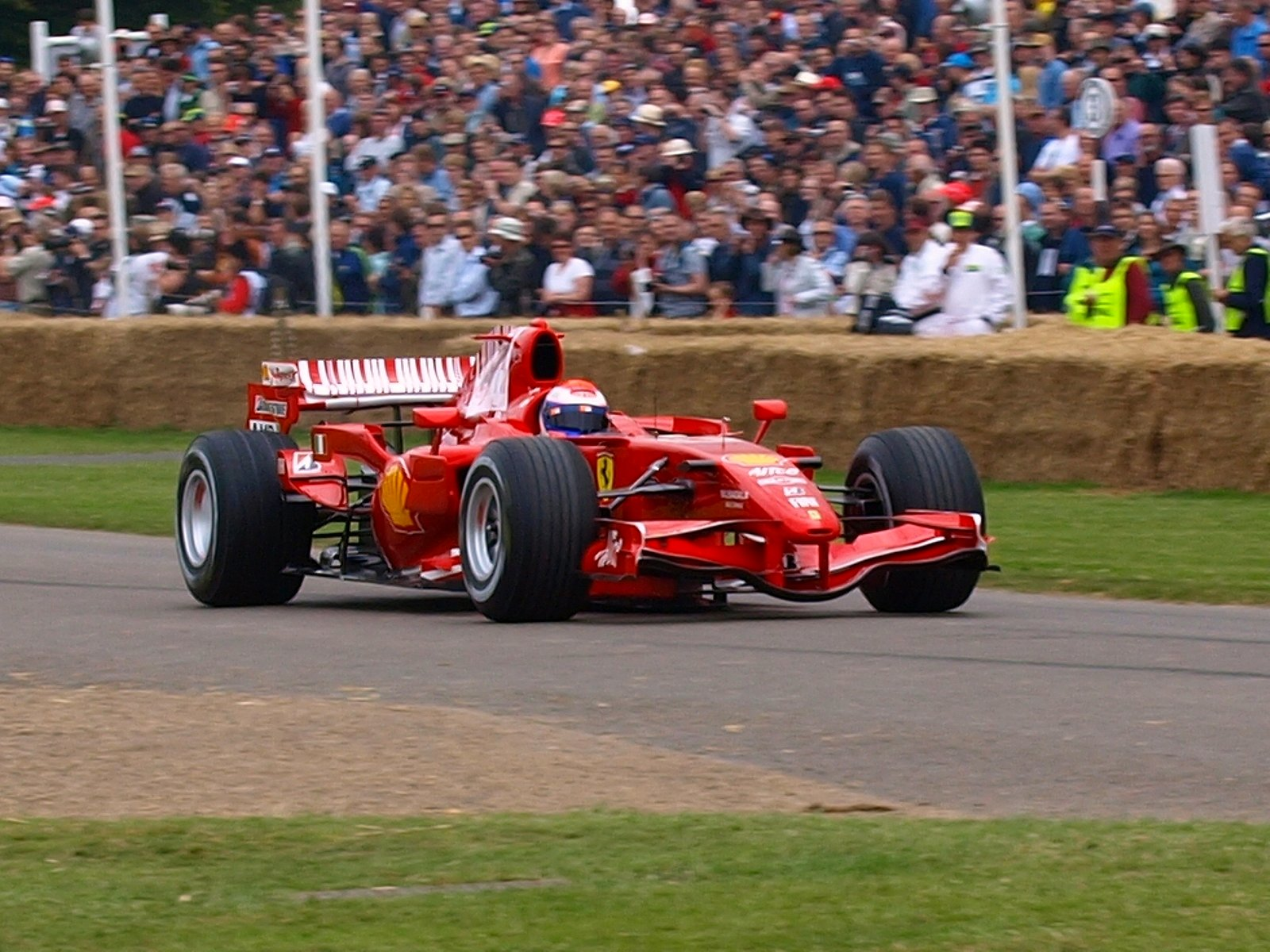
2008年6月に行われたグッドウッド・フェスティバル・オブ・スピードでルカ・バドエルがドライブするF2007

## カラーリング
第5戦モナコGPからそれまでのソリッドな赤いカラーからメタリックな赤に変わった。しかし、F1チームのゼネラルディレクターであるジャン・トッドは以前からメタリックカラーを採用していたマクラーレンチームに倣っているように見えて好きではなかったという。

## スペック

### シャーシ
- シャーシ名 F2007(658)
- 全長 4,545mm
- 全幅 1,796mm
- 全高 959mm
- ホイールベース 3,135mm
- 前トレッド 1,470mm
- 後トレッド 1,405mm
- ブレーキキャリパー ブレンボ
- ブレーキディスク/パッド ブレンボ・カーボンインダストリー
- ホイール BBS13インチ
- タイヤ ブリヂストン
- ギアボックス 7速＋リバース1速セミオートマチック/カーボンファイバー製ケーシング
- 重量 605kg

### エンジン
- エンジン名 Tipo056
- 気筒数・角度 V型8気筒・90度
- 排気量 2,398cc
- 最高回転数 19,000回転（レギュレーションで規定）
- シリンダーブロック アルミニウム
- ピストン口径 98mm
- エンジン重量 95kg
- スパークプラグ NGK
- 燃料 シェルV-Power ULG62
- 潤滑油 シェルSL-0977
- イグニッション マニエッティ・マレリ
- インジェクション マニエッティ・マレリ

## 記録
| 年   | No. | ドライバー | 1   | 2   | 3   | 4   | 5   | 6   | 7   | 8   | 9   | 10  | 11  | 12  | 13  | 14  | 15  | 16  | 17  | ポイント | ランキング |
| 年   | No. | ドライバー | AUS | MAL | BHR | ESP | MON | CAN | USA | FRA | GBR | EUR | HUN | TUR | ITA | BEL | JPN | CHN | BRA | ポイント | ランキング |
| ---- | --- | ---------- | --- | --- | --- | --- | --- | --- | --- | --- | --- | --- | --- | --- | --- | --- | --- | --- | --- | -------- | ---------- |
| 2007 | 5   | マッサ     | 6   | 5   | 1   | 1   | 3   | DSQ | 3   | 2   | 5   | 2   | 13  | 1   | Ret | 2   | 6   | 3   | 2   | 204      | 1位        |
| 2007 | 6   | ライコネン | 1   | 3   | 3   | Ret | 8   | 5   | 4   | 1   | 1   | Ret | 2   | 2   | 3   | 1   | 3   | 1   | 1   | 204      | 1位        |

- 太字はポールポジション、斜字はファステストラップ。(key)
- ドライバーズランキング
  - キミ・ライコネン 1位・・・110Pts
  - フェリペ・マッサ 4位・・・94Pts

## シーズン終了後

### 2007年

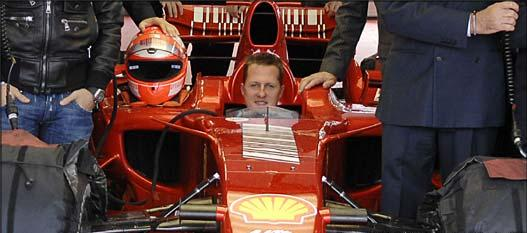
F2007でのテストの準備をするミハエル・シューマッハ（2007年10月24日）

10月24日、この日フィアット社の役員会が行われており、このためミハエル・シューマッハがフィオラノサーキットでF2007のデモンストレーションランを行なった。
11月13日、バルセロナで行われたF1合同テストにおいて、1年以上ぶりにミハエル・シューマッハがトラクションコントロールの無い同マシンをテストドライブ、トップタイムをマークした。ドライバーエイドのないマシンを経験してきたために今回のテストに参加することとなったが、半分は楽しみのためとのことである。64周をドライブし、テストドライバーのルカ・バドエルより約コンマ2秒速い1分21秒922のタイムで20人の参加ドライバー中トップタイムをマークした。このテストにおいてフェラーリ勢は電気系のテスト、来季用の新コンポーネントの開発作業を主に行った。

### 2009年
2009年シーズンの第10戦ハンガリーGPの予選中にマッサが負傷したことに伴い、その代役として次戦の第11戦ヨーロッパGPからシューマッハが出場することとなった。（その後、シューマッハが首の筋力について不安を訴えたこともあり、実際はテストドライバーであるルカ・バドエルが出走した）。そのテストのためにF2007が使用され、ムジェロ・サーキットでテストが行われた。このF2007は個人所有のものであり、GP2用のスリックタイヤを装着してテストが行われた。